# 卢米纳里亚斯
卢米纳里亚斯是巴西米纳斯吉拉斯州的一个市镇。总面积498.715平方公里，总人口5374人，人口密度10.8人/平方公里。